# Naked Came the Stranger (pel·lícula)
Naked Came the Stranger és una pel·lícula eròtica per a adults estatunidenca estrenada l'any 1975. La pel·lícula va ser dirigida per Radley Metzger (com "Henry Paris") i es va rodar en diversos llocs elaborats a Nova York.

## Trama
Gilly, una presentadora de ràdio, està decidida a divertir-se amb amics i coneguts tant com el seu marit juganer Billy. Gilly es diverteix a diversos llocs de la ciutat de Nova York, com ara un ball de gala elaborat, una sala de ball antiga i al pis superior d'un autobús de dos pisos mentre circula per la ciutat.

## Reparatiment
- Alan Marlow - Marvin Goodman
- Darby Lloyd Rains - Gilly
- David Savage - un cambrer
- Gerald Grant - Taylor
- Helen Madigan - una actriu
- Kevin Andre - noi de la festa
- Levi Richards - Billy
- Mary Stuart - Phyllis
- Rita Davis - una cambrera
- Joe Negroni - Harold Harold

## Versió remasteritzada
El 2011, DistribPix va llançar una remasterització completa de la pel·lícula, amb la total col·laboració del director. El resultat va tenir una exposició limitada als cinemes, però el resultat principal del projecte va ser la primera versió oficial remasteritzada en DVD. Una llista de la banda sonora de la pel·lícula fou editada anteriorment.